# Seine Frau, die Unbekannte
Seine Frau, die Unbekannte ist ein deutscher Stummfilm aus dem Jahre 1923 des dänischen Regisseurs Benjamin Christensen. In den Hauptrollen spielen Willy Fritsch und Lil Dagover.

## Handlung
Der junge Künstler Wilbur Crawford ist seit seinem Fronteinsatz im Ersten Weltkrieg erblindet. Seiner Mutter erzählt er eine Geschichte, die sich vor langer Zeit zugetragen hat. Während eines Balls zur Karnevalszeit sei er einer ebenso schönen wie geheimnisvollen Frau begegnet, die von mehreren Männern bedrängt und verfolgt worden sei. Sie bat um seinen Schutz, und er habe sie daraufhin zu sich in sein Haus eingeladen. Trotz der gegenseitigen Affinität sei in der folgenden Nacht nichts passiert; er habe auf der Couch geschlafen. Am darauf folgenden Morgen sei ein unangenehmer Typ mit grimmigen Gesicht aufgetaucht, woraufhin die Unbekannte gegangen sei und ihm eine hingekritzelte Dankes-Nachricht sowie einen Ring hinterlassen habe.
Die Mutter entnimmt dieser Erzählung, wie wichtig ihrem Wilbur diese einschneidende Begegnung gewesen sein muss und unternimmt nun ihrerseits Nachforschungen nach dem Verbleib dieser Frau. Durch Zufall erfährt sie, dass es sich bei dieser jungen Dame um eine von der Polizei gesuchte Kriminelle handelt. Sie eruiert ihre Adresse und lädt sie zu einem Abendessen mit ihrem blinden Sohn ein. Doch die Unbekannte erscheint nicht. Enttäuscht geht die Mutter zu der Rot-Kreuz-Vertreterin Eva, die ihr bereits zuvor bei der Suche geholfen hatte. Jene Frau, eine junge Witwe, geht zum Haus von Wilburs Mutter und klopft an der Tür. Wilbur selbst öffnet und nimmt irrtümlich an, es handele sich um seine damalige Begegnung, da diese avisiert war. Die Rot-Kreuz-Vertreterin will ihn nicht enttäuschen und lässt ihn daher in seinem Glauben. Man findet aneinander Gefallen und beginnt, Gefühle füreinander zu entdecken. Als dann die Gesuchte von einst doch nicht auftaucht, steht Wilbur zu Eva, und beide heiraten. Ein Kind wird die Frucht ihrer gemeinsamen Liebe.
Eines Tages ergibt sich für Wilbur die Gelegenheit, infolge einer Operation in den USA durch einen Spezialisten sein Augenlicht wiederzuerlangen. Und tatsächlich kann Crawford danach wieder sehen, doch erkennt er nunmehr seine eigene Frau, die „Unbekannte“, nicht mehr. Stattdessen stürzt er beim Verlassen des Schiffs auf eine ihm völlig unbekannte Frau und umarmt sie, im Glauben, es handele sich um Eva. Diese ist darüber fürchterlich wütend und enttäuscht und beschließt daraufhin, ihren Gatten mitsamt dem gemeinsamen Baby zu verlassen. Sie nimmt auch alle Fotografien der beiden aus dem Haus und kommt erst einmal bei einer Freundin unter. Wilbur folgt ihr, doch die zutiefst verletzte Eva weigert sich, ihn zu sehen. Und so kehrt er, mit dem Baby im Arm, allein zu sich nach Hause zurück. Eva und Wilburs Mutter entwerfen daraufhin einen sehr ungewöhnlichen Plan: Da Wilbur, kaum genesen, das Kleinkind kaum allein versorgen könne, müsse ein Kindermädchen her.
Und so kehrt Eva unter einem anderen Namen in Wilburs Haus zurück, um sich von ihm bzw. seiner Mutter zu diesem Zweck einstellen zu lassen. Wilbur beginnt sich im Lauf der Zeit in die ihm irgendwie bekannte Unbekannte zu verlieben. Erst jetzt gibt sich Eva, der es merkwürdigerweise fast lieber wäre, ihr Gatte würde sich in das ihm unbekannte Kindermädchen verlieben, ihm zu erkennen. Nach langem Hin und Her steuert die Geschichte, die als unheilvolles Melodram begann, in ein klassisches Happy End.

## Produktionsnotizen
Auch wenn laut Erinnerung der Schauspielerin Lil Dagover der Film Seine Frau, die Unbekannte in nur zwei Wochen gedreht sein soll, fanden die Dreharbeiten von Mitte Mai bis September 1923 statt. Innenaufnahmen entstanden in den Ufa-Ateliers von Berlin-Tempelhof, Außenaufnahmen auf den Freigeländen der Ufa in Neubabelsberg, dem heutigen Studio Babelsberg in Potsdam.
Der Film, Christensens erste deutsche Arbeit, passierte die Filmzensur am 1. Oktober 1923 und erhielt Jugendverbot. Seine Uraufführung erlebte der Film, dessen Arbeitstitel Wilbur Crawfords wundersames Abenteuer war, am 19. Oktober 1923 im Tauentzienpalast. Er war sechs Akte auf 2232 Metern lang. In Christensens Heimatland Dänemark lief der Streifen am 27. Dezember 1923 an. In Österreich konnte man Seine Frau, die Unbekannte im darauf folgenden Jahr sehen.
Mit Seine Frau, die Unbekannte begann Dänemarks Starregisseur Benjamin Christensen seine Auslandskarriere. Wie der dänische Filmhistoriker Casper Tybjerg berichtet, erhielt Christensen nach Ende der Dreharbeiten zu seinem Hexen-Film 1921 zwei Jahre lang kein Regieangebot mehr. Als daraufhin Erich Pommer und die deutsche Ufa ihm anboten, in Deutschland zu drehen, habe er sofort zugesagt. Christensen sah sich „gezwungen, unter allen Umständen das Markenzeichen abzureißen, dass man mir angeklebt hatte: das des literarischen Experimentators“. Aus diesem Grunde wollte er nur noch „vollständig kommerzielle Filme“ machen.
Die Filmbauten entwarf Hans Jacoby. Für den bis dahin weitgehend unbekannten 22-jährigen Willy Fritsch bedeutete Seine Frau, die Unbekannte der Durchbruch zum Filmstar. Die 25-jährige Breslauerin Edith Edwards gab hier ihr Filmdebüt.

## Kritik
„Darüber hinaus leidet der Film an einer Uneinheitlichkeit des Grundtons. Die ersten gut zwanzig Minuten vermitteln den Eindruck eines Melodramas; aber nachdem Wilbur das Augenlicht zurückbekommen hat, setzt sich die Salonkomödie durch. (…) Es gibt gegen Ende des Films einige Aufnahmen, die das komplizierte Wechselspiel von Licht und Schatten zeigen, das Christensen so sehr mochte. (…) Die Ausleuchtung des Films erfolgte mit großem Sachverstand; eine Arbeit des dänischen Kameramanns Frederik Fuglsang, der … für die außergewöhnliche gute Qualität seiner Arbeit bekannt war.“